# The Lion's Mate
The Lion's Mate est un film muet américain réalisé par Tom Santschi et sorti en 1915.

## Fiche technique
- Réalisation : Tom Santschi
- Scénario : Emma Bell Clifton, d'après son histoire
- Production : William Nicholas Selig
- Date de sortie : 
  - États-Unis : 8 mai 1915

## Distribution
- William Stowell : Allan Deane
- Marion Warner : Naila
- Lafe McKee : le missionnaire
- Tom Santschi